# Melanotus hapatesus
Melanotus hapatesus is een keversoort uit de familie kniptorren (Elateridae). De wetenschappelijke naam van de soort is voor het eerst geldig gepubliceerd in 1880 door Ernest Candèze.